# Pierre Baillargeon
Pour les articles homonymes, voir Baillargeon.
Pierre Baillargeon est un journaliste, romancier et poète et traducteur québécois né à Montréal le 10 septembre 1916 et décédé le 15 août 1967 à Rochester (New York).

## Biographie
Il étudie chez les Clercs de Saint-Viateur et au Collège Jean-de-Brébeuf entre 1929 et 1938, puis en France à la faculté de médecine. 
Il rentre au Québec en 1940 et fonde la revue Amérique française, dont il est le directeur jusqu'en 1943. 
En 1942, il devient journaliste pour La Patrie. Il retourne en France et y séjourne de 1949 à 1959. Il continue à collaborer à La Nouvelle Relève, La Presse, La Patrie et Le Devoir. Par ailleurs, il écrit un article sur Jacques Chevalier dans le journal La Patrie le 5 avril 1959 intitulé « Visite à Jacques Chevalier », qui évoque sa venue rue Pierre-Leroux à Paris chez le philosophe ; repris dans les Cahiers bourbonnais du 3e trimestre 1962, à la suite du décès de Chevalier.

## Honneurs
- 1957 - Médaille d'argent de la ville de Paris et prix Thorlet de l'Académie française
- 1963 - Membre de la Société royale du Canada

## Œuvres

### Romans
- 1948 : La Neige et le Feu, Montréal : Éditions Variétés
- 1962 : Le scandale est nécessaire, Montréal : Éditions du Jour

### Recueil d'essais
- 1969 : Le Choix, Montréal : Éditions HMH

### Autres publications
- 1940 : Hasard et moi
- 1943 :  Églogues, avec la collaboration de Jean Papineau-Couture et de Jacques de Tonnancour
- 1945 : Les Médisances de Claude Perrin, Montréal : Éditions Parizeau
- 1947 : Commerce, Montréal : Les Éditions Variétés
- 1963 : Madame Homère, Ottawa : Éditions du Lys
- 2004 : Tenir boutique d'esprit. Correspondance et autres textes (avec Jacques Ferron), Montréal : Lanctôt Éditeur

## Sources
- site academia.edu : Pierre Baillargeon, traducteur nourricier, littéraire et fictif, par Jean Delisle, Université d'Ottawa (Canada)
- Entre la neige et le feu: Pierre Baillargeon, écrivain montréalais, André Gaulin Presses de l'Université Laval, 1980 - 323 pages.